# Jaskinia nad Szańcem
Jaskinia nad Szańcem – jaskinia położona w orograficznie lewych zboczach Doliny Będkowskiej, w bocznym wąwozie Nad Szańcem. Znajduje się na jego północnych zboczach, blisko wylotu, powyżej willi „Szaniec”. Pod względem administracyjnym znajduje się w obrębie Łączek Kobylańskich, pod względem geograficznym jest to obszar Wyżyny Olkuskiej wchodzącej w skład Wyżyny Krakowsko-Częstochowskiej.

## Opis jaskini
Jaskinia znajduje się w Turni nad Szańcem. Ma długość 53 m, głębokość ok. 10 m i 5 otworów. Najniżej położony jest otwór główny – znajduje się u południowo-południowo-zachodniego (SSW) podnóża skały Turnia nad Szańcem, w dużym jej pęknięciu. Ma szerokość 2 m, wysokość 2 m i stopniowo zwęża się do szerokości 1 m. W jego stropie jest zaklinowany duży skalny blok. Około 2 m od wejścia w skałę w korytarzu jaskini znajduje się próg skalny o wysokości około 2,5 m. Powyżej progu wznosi się stromy korytarz prowadzący do otworu III. 6 m powyżej tego otworu w lewej ścianie korytarza znów próg, tym razem 4-metrowej wysokości. Za nim, pomiędzy dużymi blokami, stromo w górę biegnie korytarz prowadzący do otworu II znajdującego się 10 m powyżej otworu głównego. Biegnie od niego korytarz o długości 8 m, przechodzący w niewielką salę o wysokości 2 m, szerokości 5 m i długości 5 m. Tuż przed salą odbiega szczelinowy korytarz o wysokości 6 m, dalej przechodzący w niski korytarzyk o długości 6 m biegnący w kierunku wschodnim. Ma ogładzone ściany z kotłami wirowymi. Przechodzi on w ciasną 2-metrowej rurę długości rurę. Za nią jest salka o wymiarach 2 × 2 m z dwoma dwumetrowej wysokości kominkami i ślepo kończącą się pochylnią o długości 3 m.
Pokonanie jednego z progów wymaga wspinaczki (II stopień trudności w skali Kurtyki).
Jaskinia wyżłobiona jest w skałach ze skalistego wapienia z okresu górnej jury. Jest to jaskinia krasowa powstała na pęknięciu skały. Są w niej szaty naciekowe kilku generacji. Najstarsze znajdują się w stropie otworu głównego i mają postać masywnych polew z żebrami naciekowymi. Prócz nich są niewielkie stalaktyty, kolumny i zasłony w większej i mniejszej sali. W większej sali polewa naciekowa znajduje się także na górnej warstwie namuliska cementując go. Część starszych nacieków jest zniszczona i pokryta białymi nalotami mleka wapiennego i grzybkami. W wielu miejscach również współcześnie tworzą się białe polewy wapienne, stalaktyty i stalagmity.
Namulisko jest dość obfite, zwłaszcza w korytarzu za otworem głównym, oraz w sali. Składa się z wapiennego gruzu,. Częściowo obtoczonego brązowym iłem. Światło za otworem głównym dochodzi tylko do pierwszych kilku metrów korytarza. Na odcinku tym na jego ścianach rosną glony. Jaskinia jest wilgotna, w jej końcowym odcinku czuć przewiew powietrza. W jaskini obserwowano występowanie komarów, pajęczaków, licznie występują prosionki (Porcellio sp.), czasami motyle: paśnik jaskiniec, rusałka pawik, szczerbówka ksieni. Zimują w niej nietoperze; w październiku 2000 r. były to 3 podkowce małe.
Powyżej jaskini nad Szańcem, w prawych zboczach sąsiedniego wąwozu Pod Sadem znajduje się Schronisko powyżej Jaskini nad Szańcem.

## Historia poznania
Miejscowej ludności jaskinia była znana od dawna. W latach 90, XX wieku wykonano przekop do niewielkiej salki na końcu jaskini. Po raz pierwszy zinwentaryzował jaskinię Kazimierz Kowalski w 1951 roku. Najnowszą dokumentację i plan wykonał A. Górny w 2009 r.

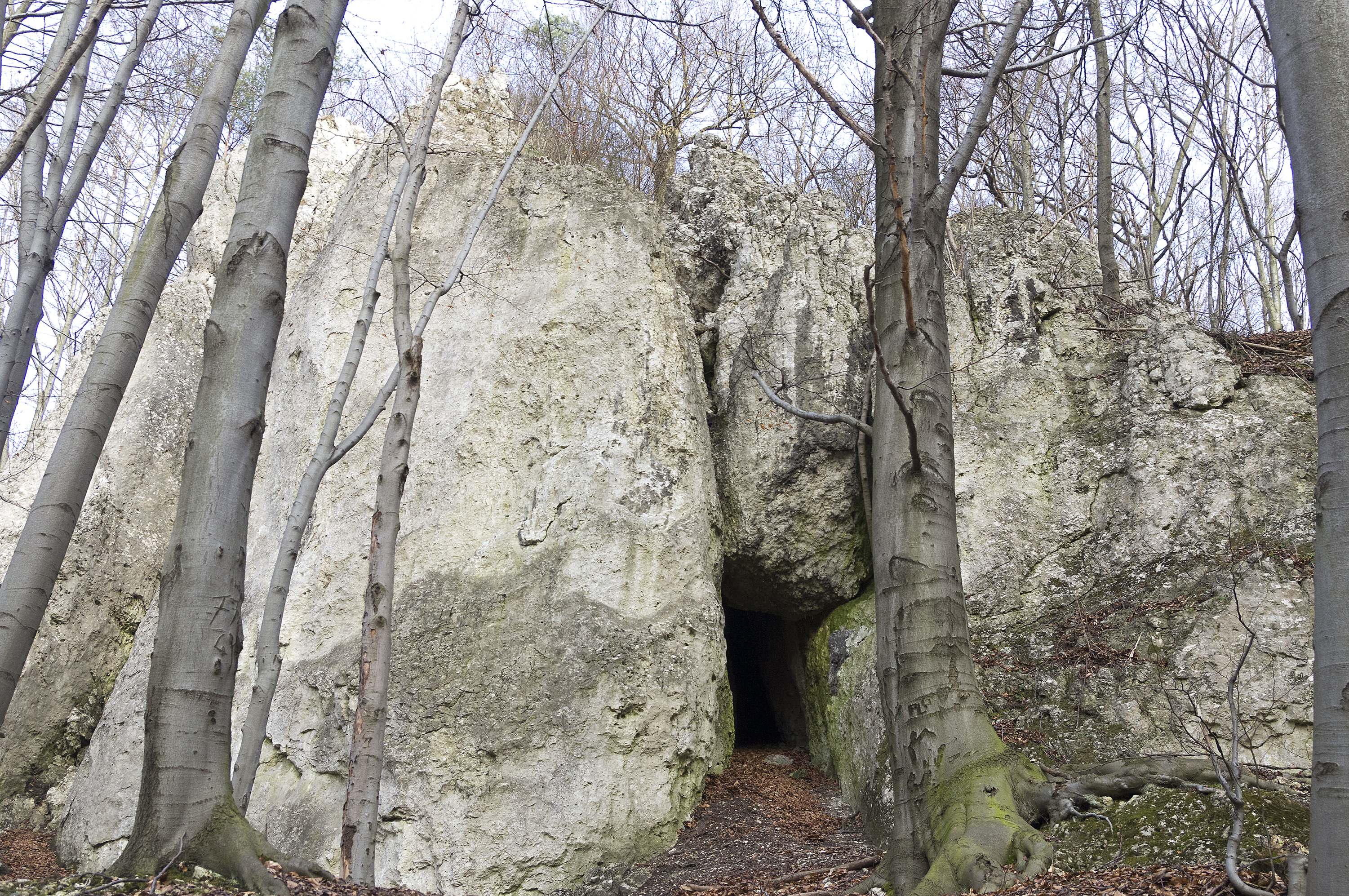
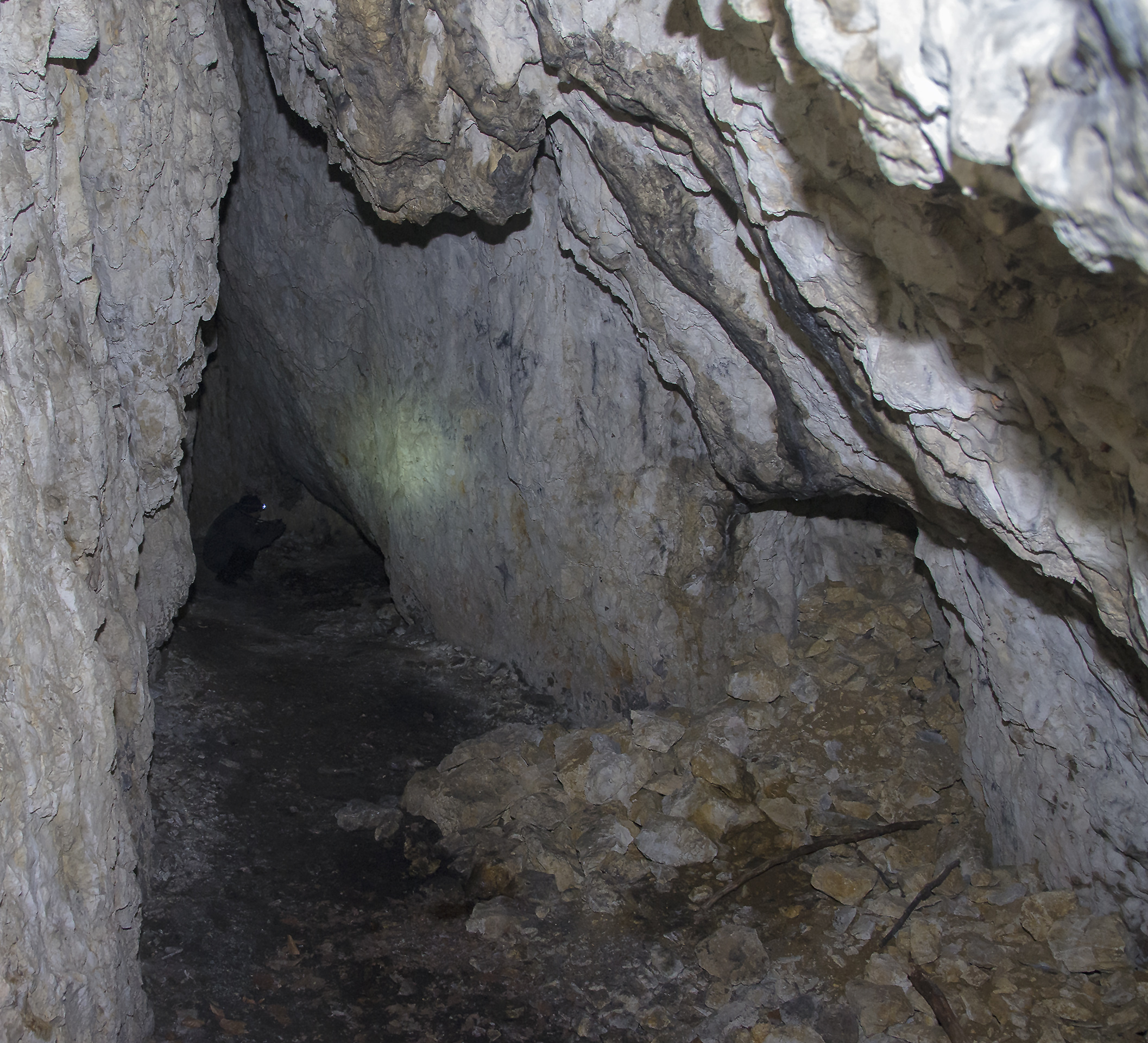
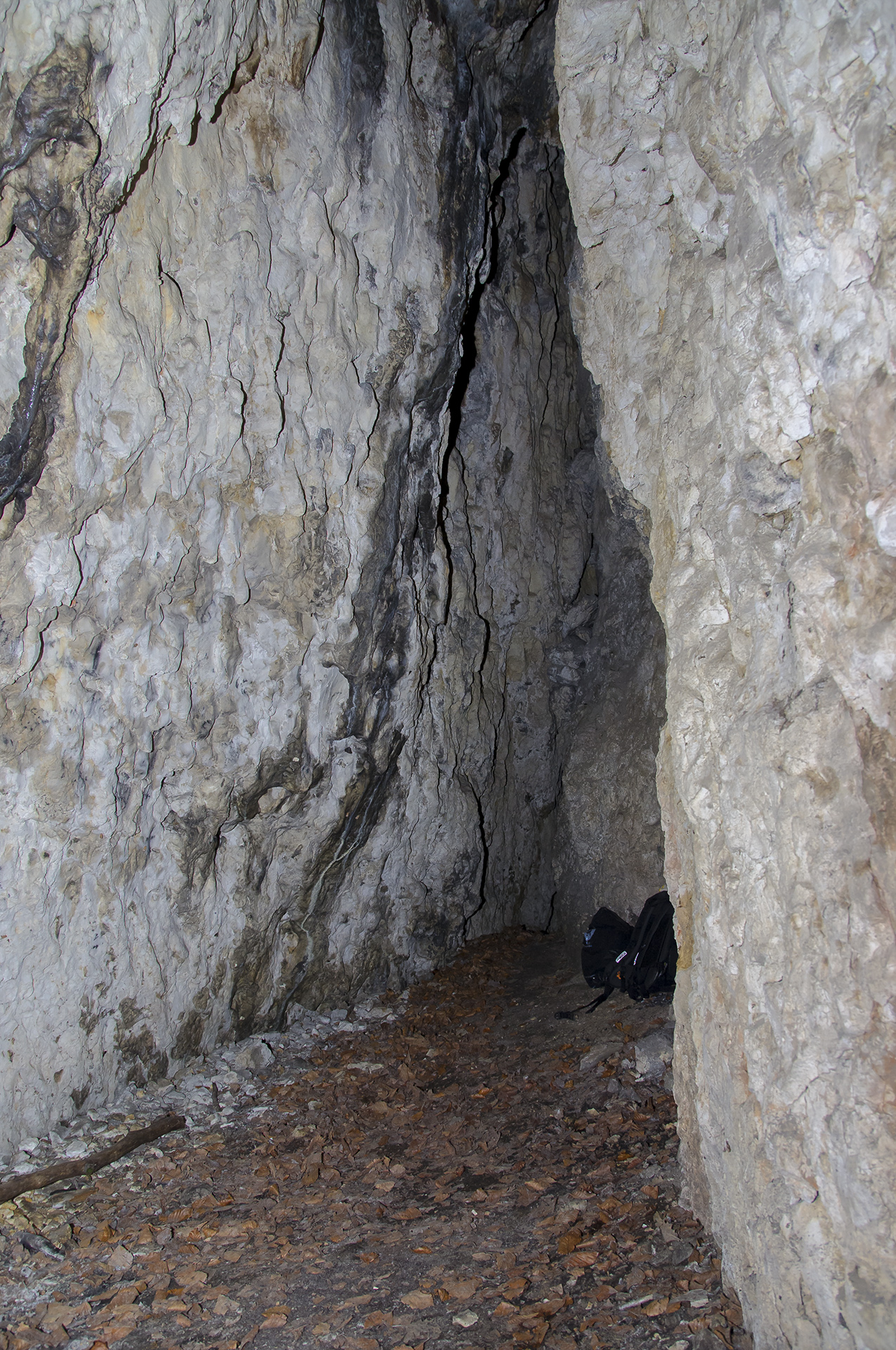
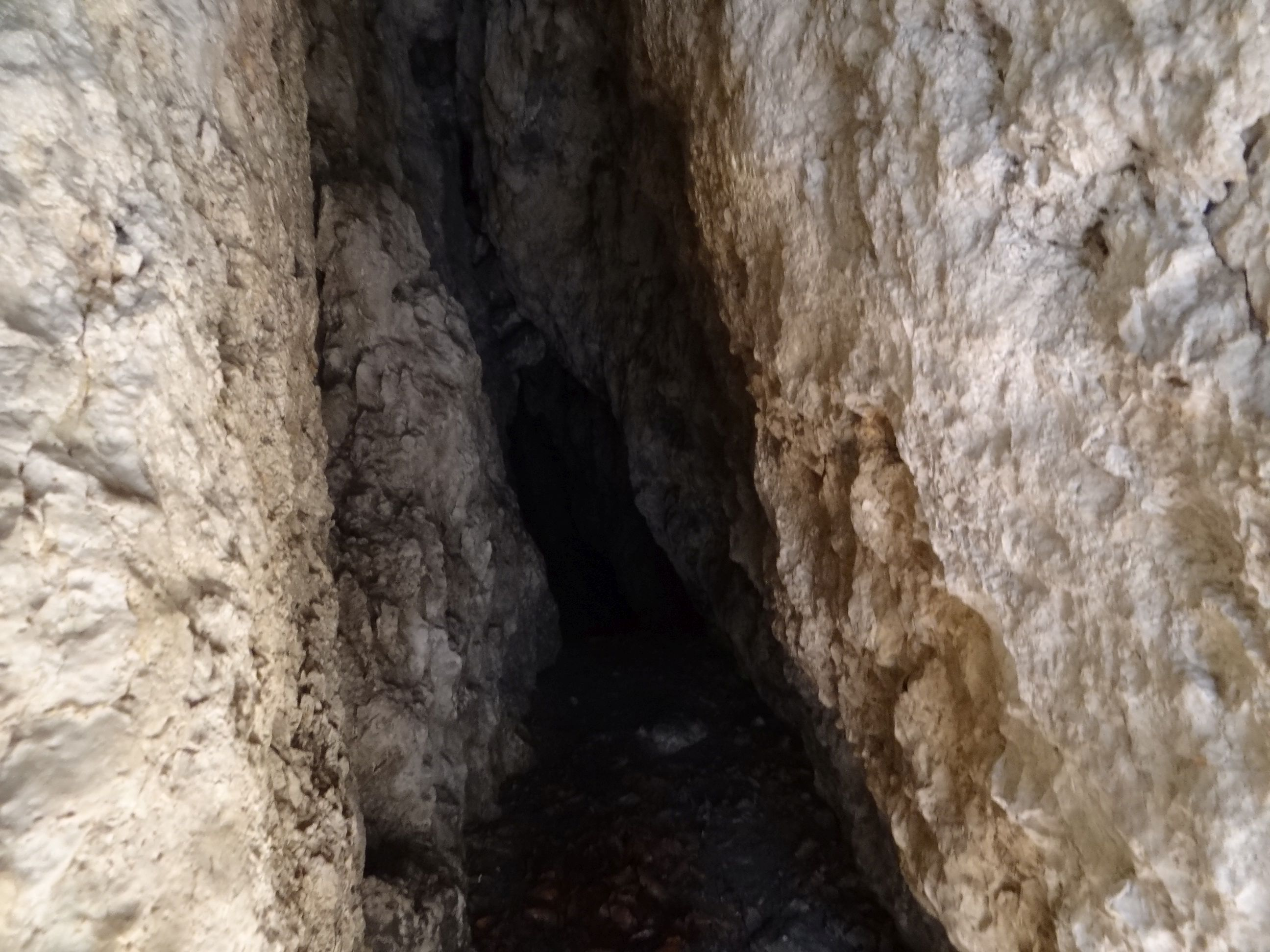
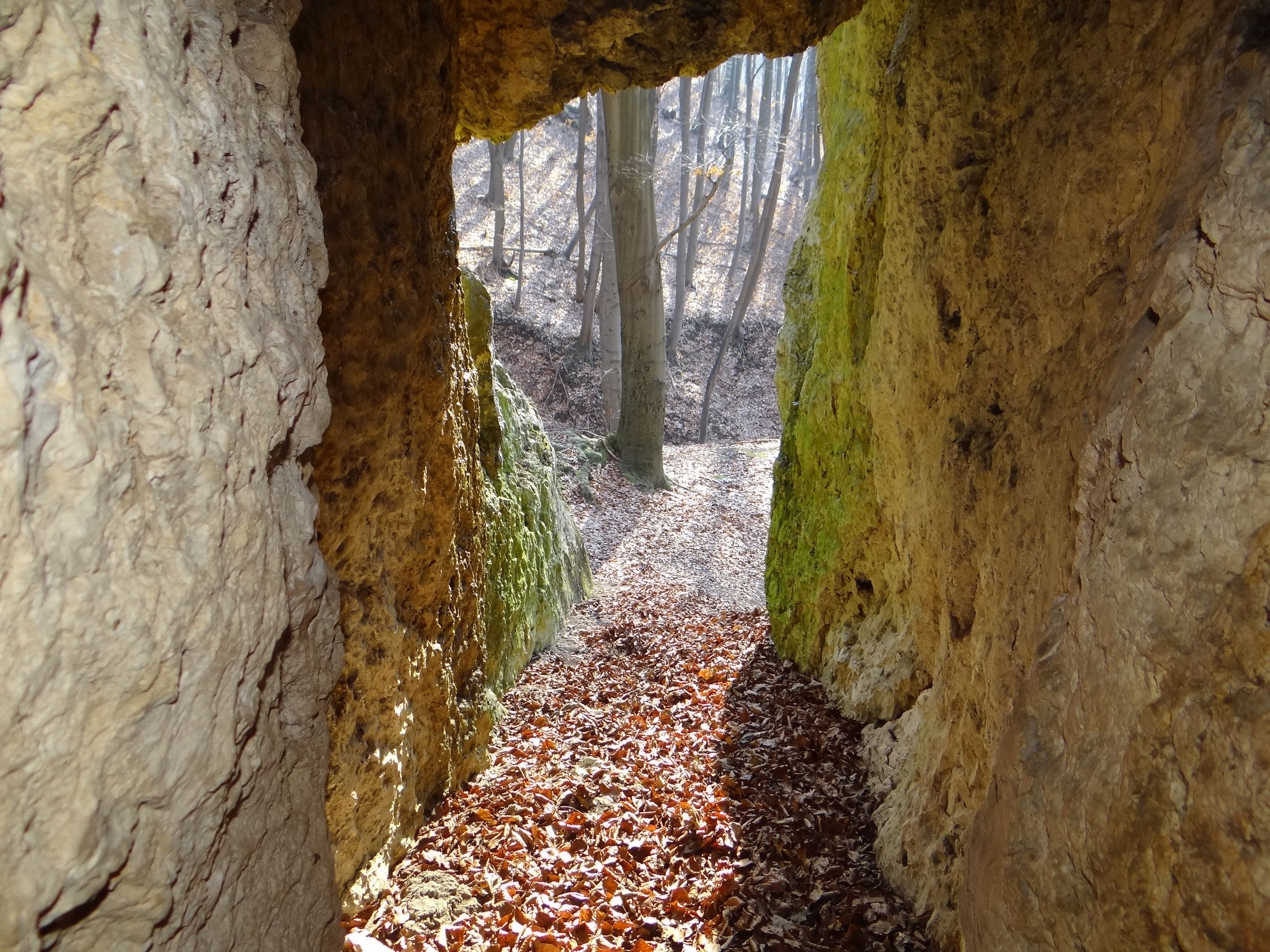
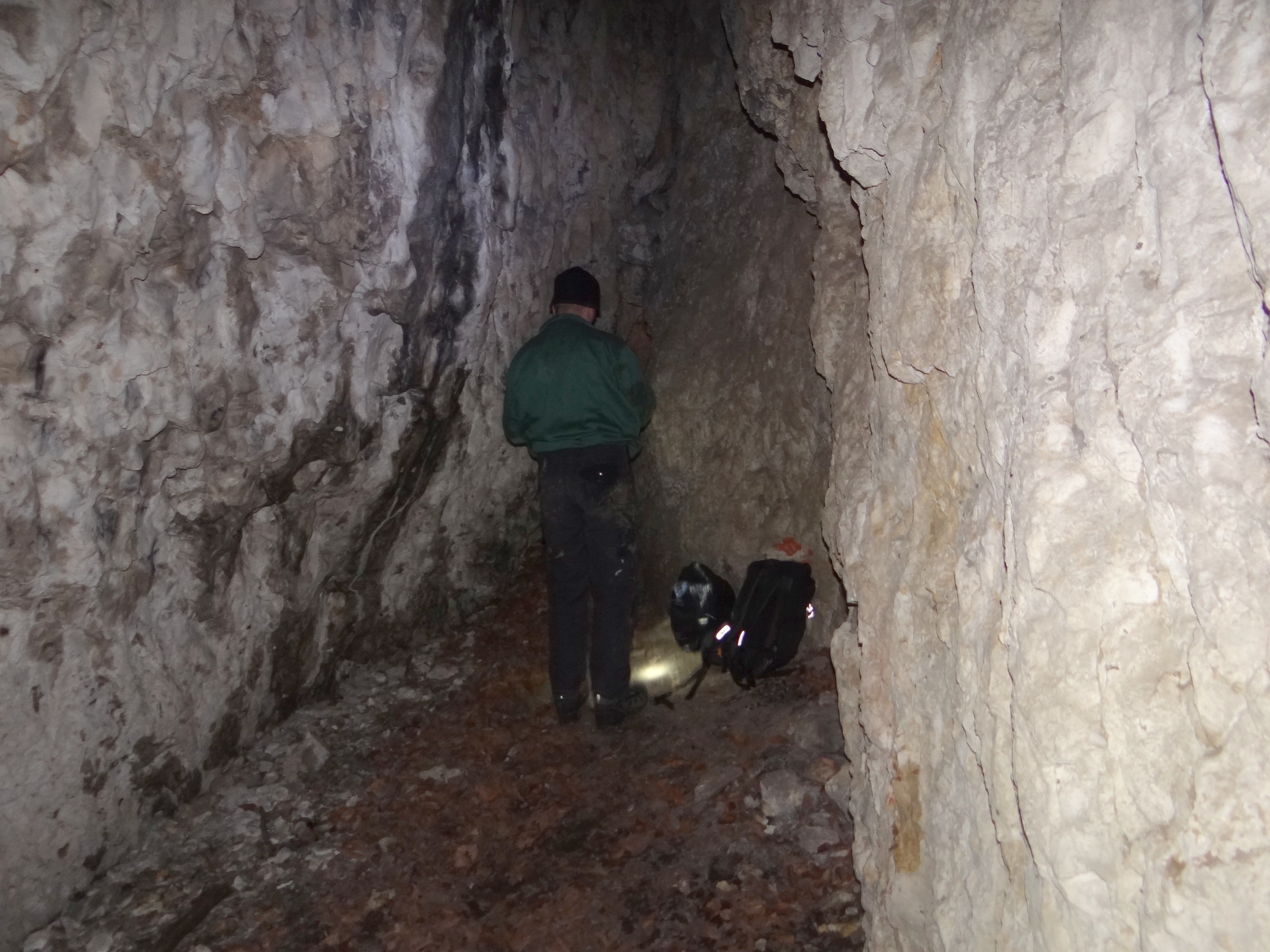
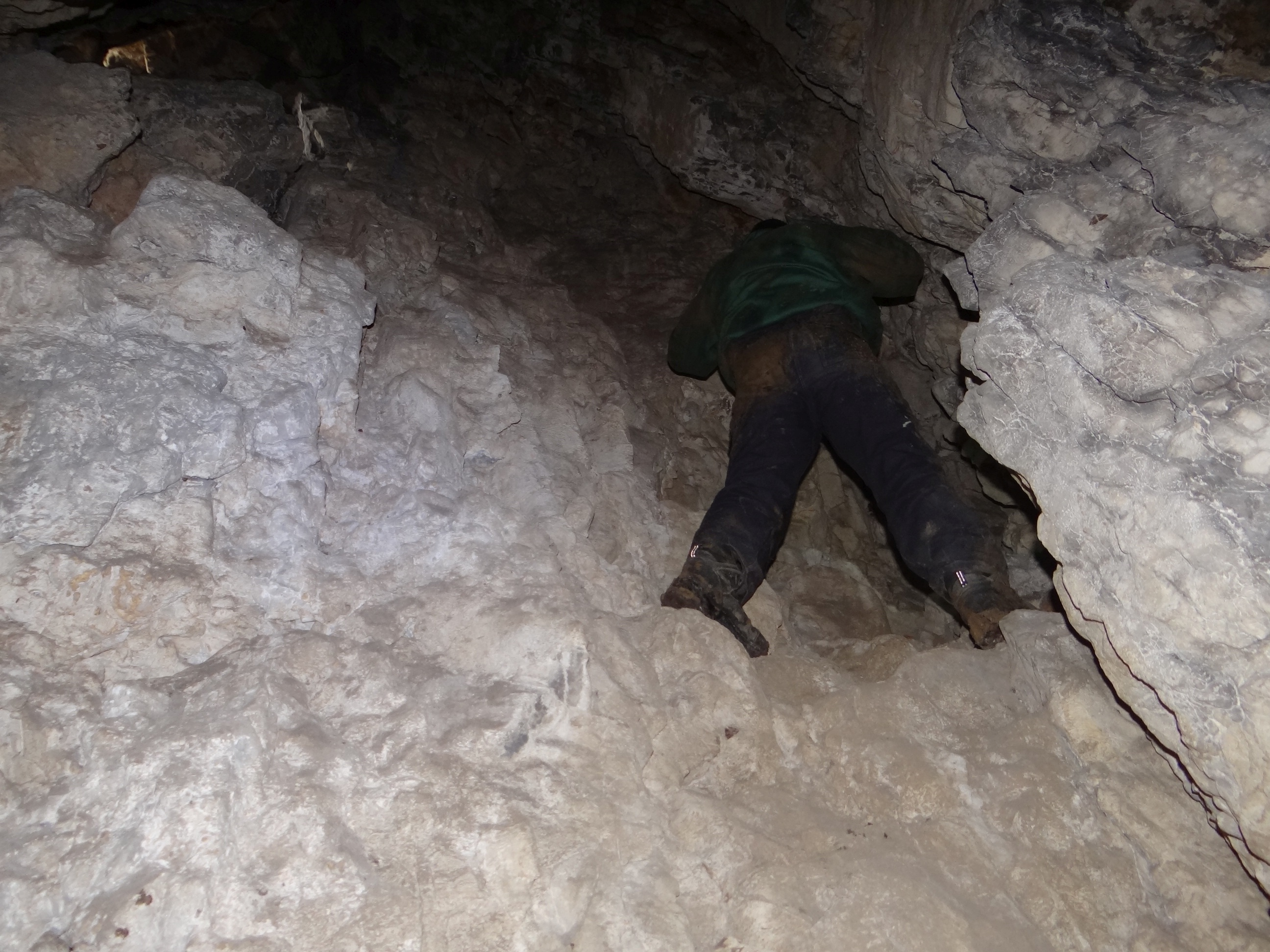
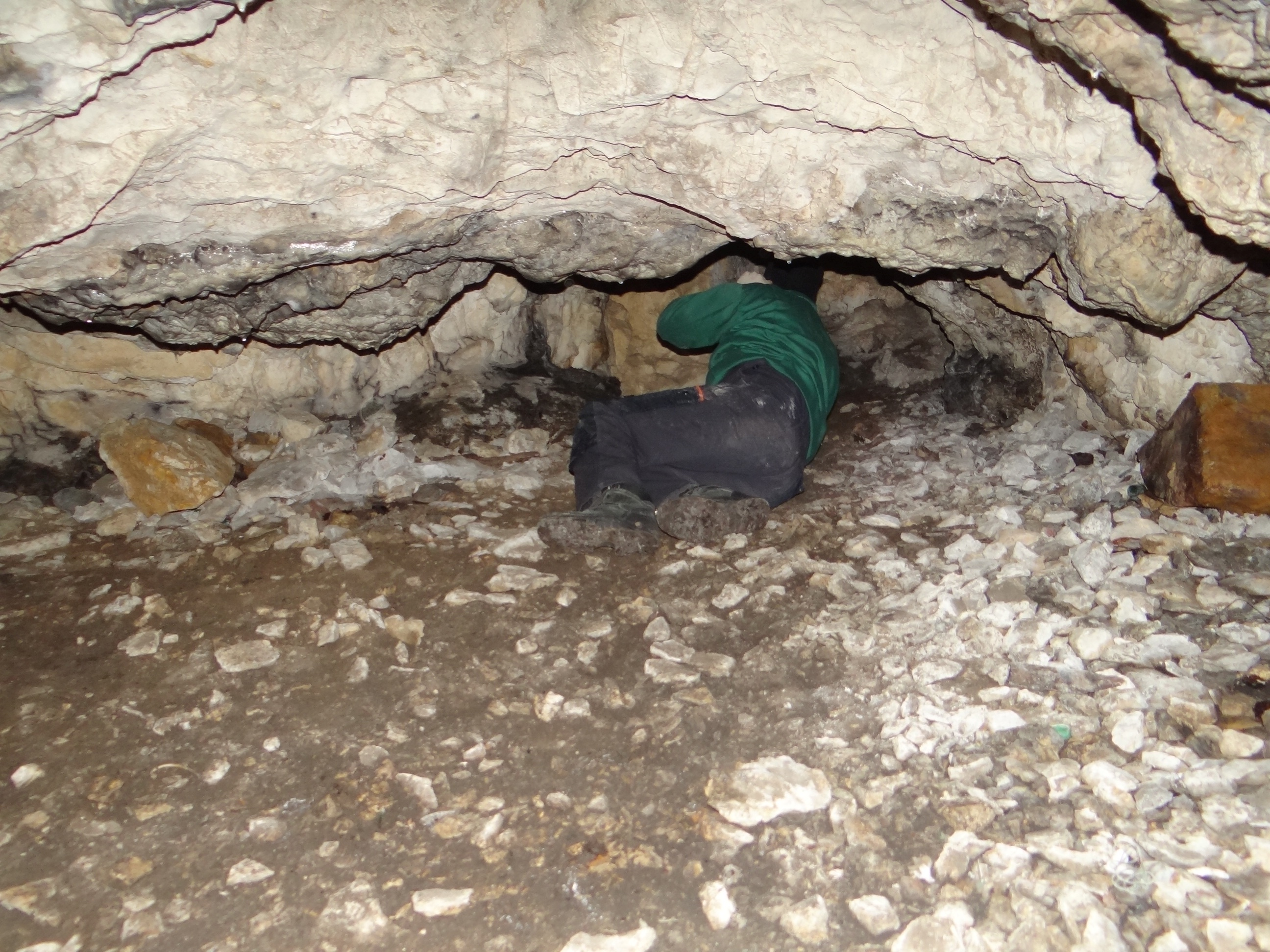